# گی پارملین
گای پارملین (فرانسوی: Guy Parmelin‎؛ زادهٔ ۹ نوامبر ۱۹۵۹) سیاست‌مدار اهل سوئیس است. وی از ۱ ژانویه ۲۰۲۱ رئیس‌جمهور سوئیس است.